# ناتالیا پوشکین
ناتالیا پوشکین (روسی: Наталья Николаевна Пушкина-Ланская؛ ۲۷ اوت ۱۸۱۲ – ۲۶ نوامبر ۱۸۶۳)  فرد مشهور اهل امپراتوری روسیه بود.
وی همسر شاعر روسی الکساندر پوشکین از ۱۸۳۱ تا مرگش در سال ۱۸۳۷ در دوئل با جرج دانتس بود. ناتالیا سپس با سرلشکر پتر پتروویچ لانکوی (۱۸۴۴–۱۸۶۳) ازدواج کرد.